# Región de La Araucanía

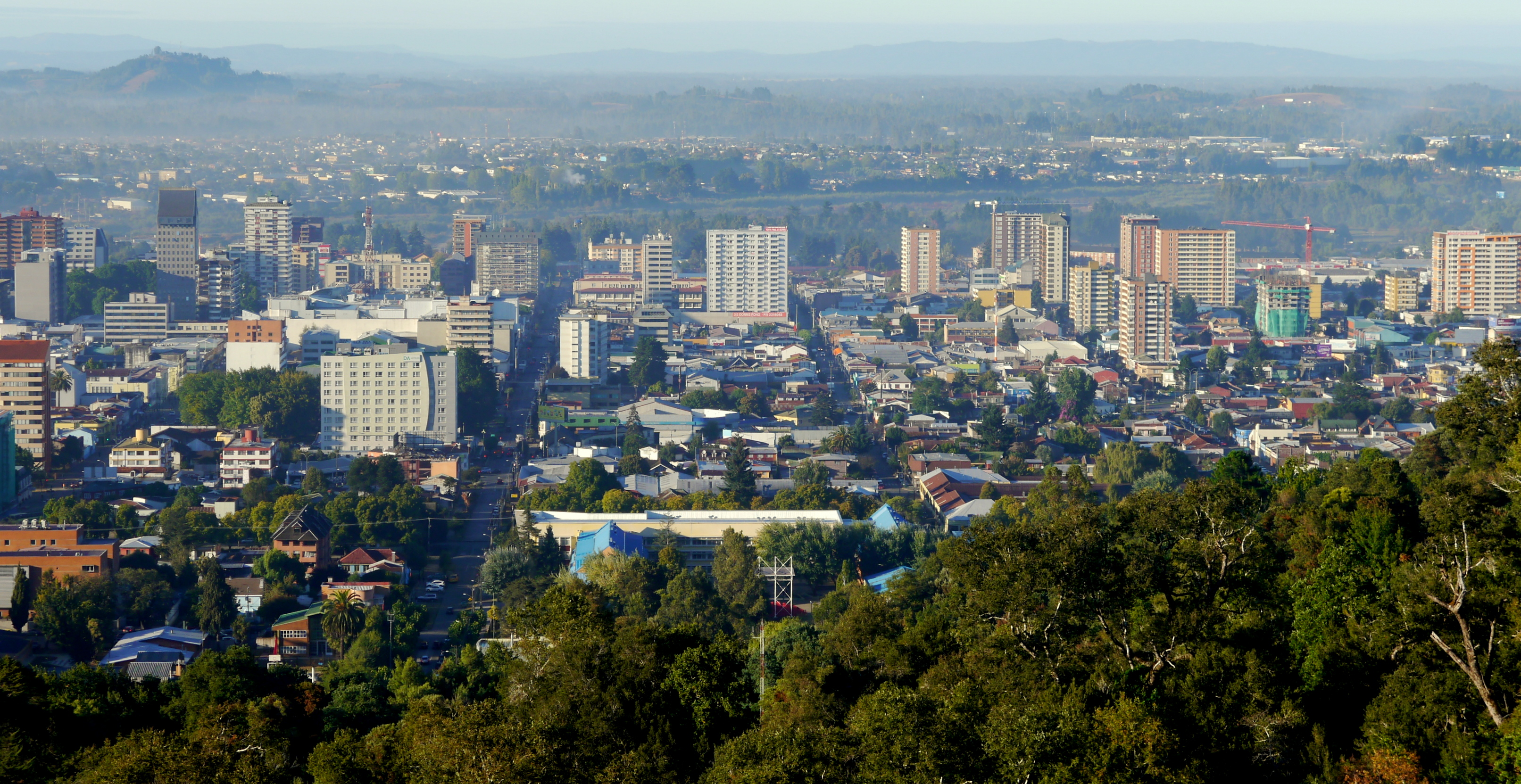
Temuco es la capital regional, y el principal centro demográfico, económico y productivo de la región

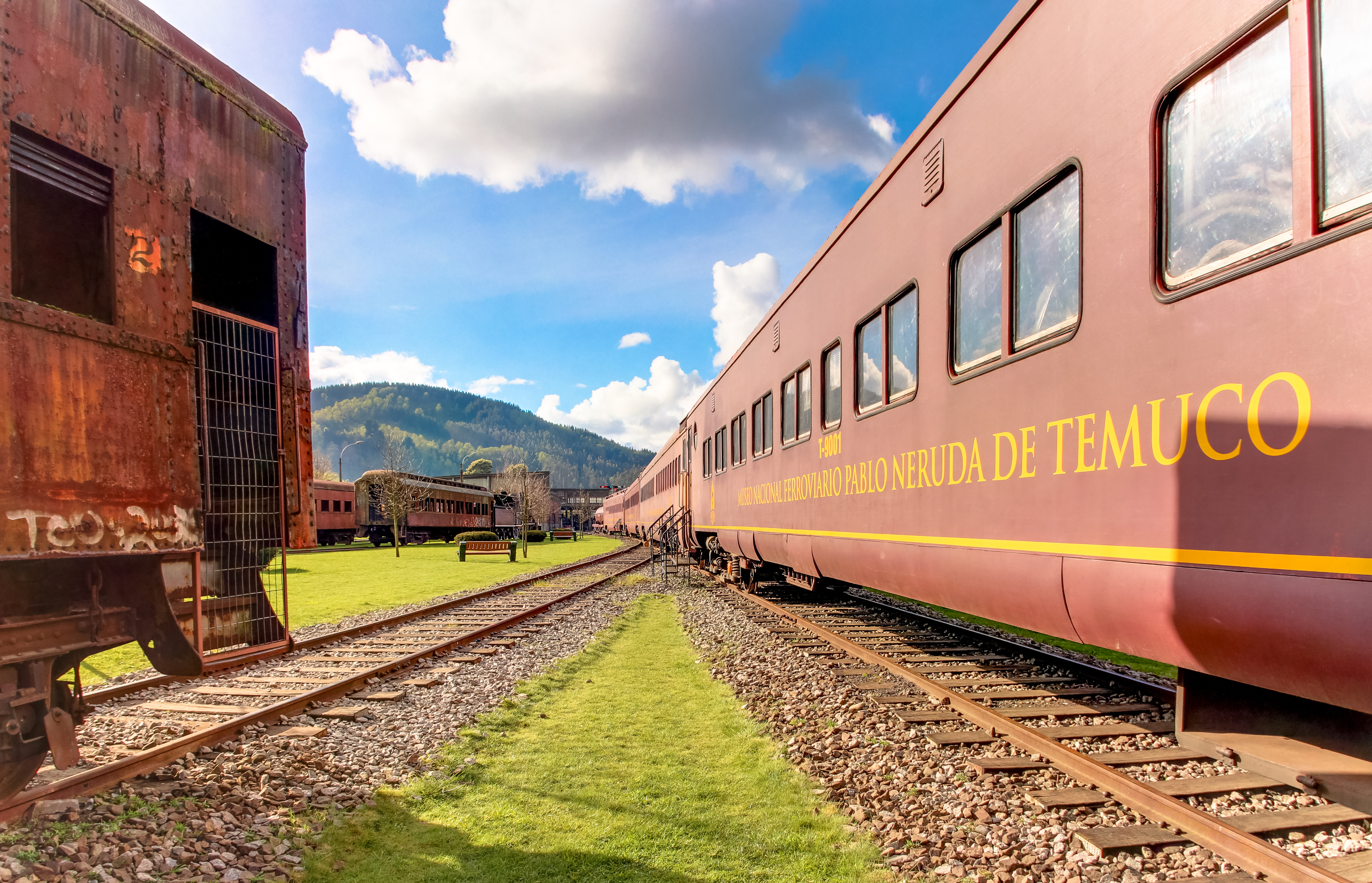
El Museo Ferroviario Pablo Neruda es uno de los iconos de la ciudad, debido a su rol en las comunicaciones de la ciudad en el e inspiración para el poeta Neruda.

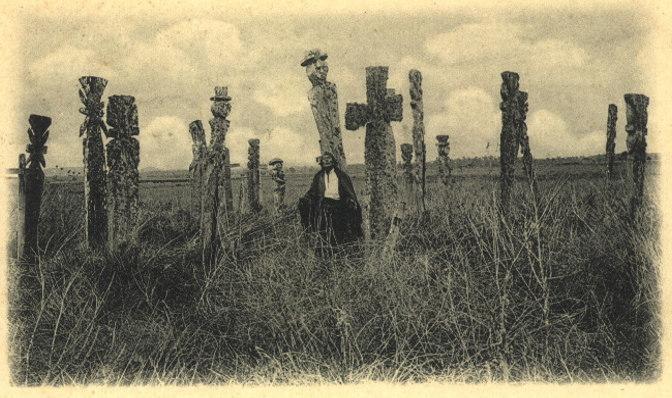
La cultura mapuche es un símbolo de la Región de La Araucanía y de Chile. En la imagen se aprecian Chemamull en un cementerio mapuche (1903)

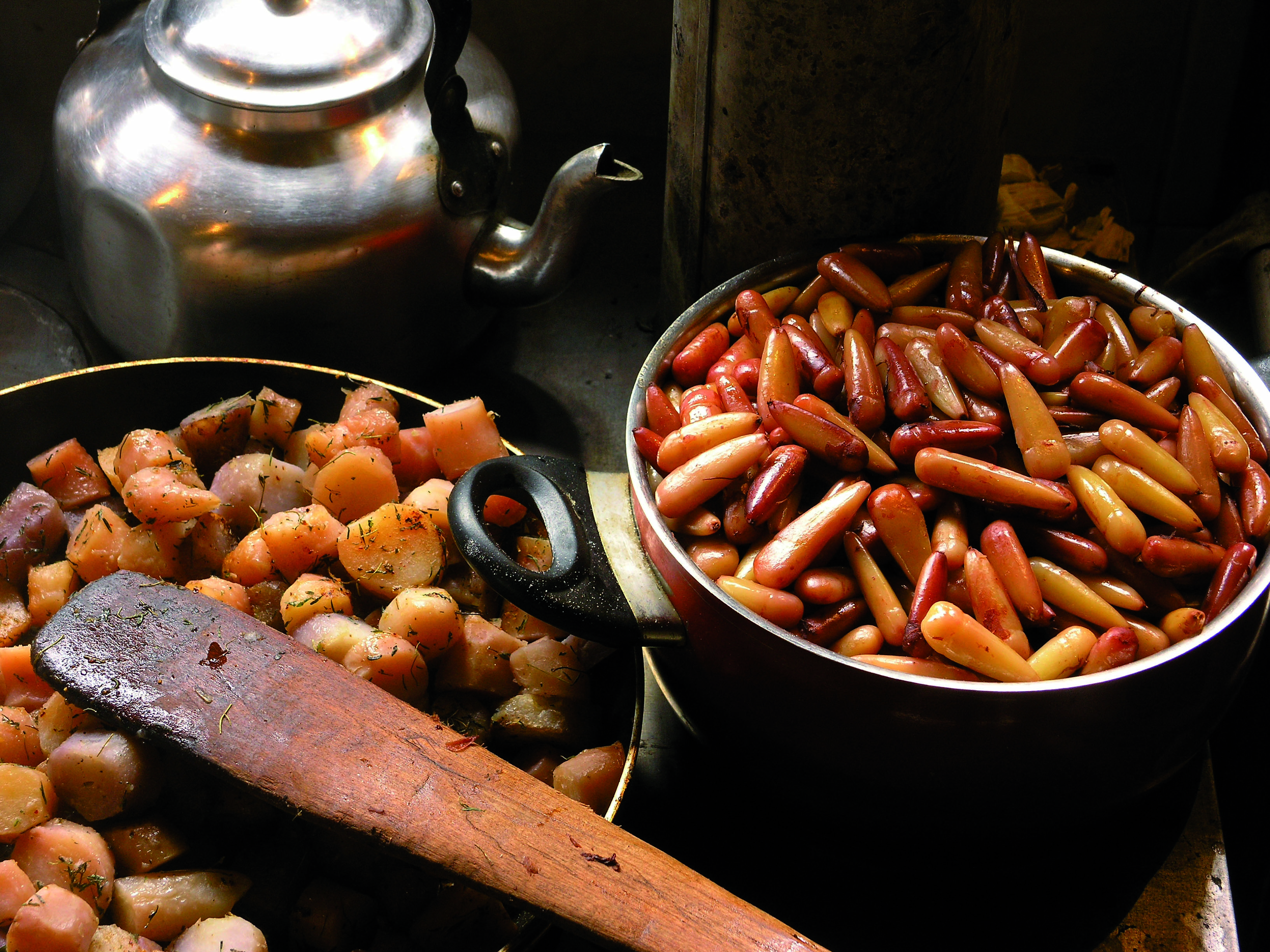
La vasta gastronomía mapuche está basada en diversos frutos como son los piñones de la Araucaria o Catuto hechos de trigo.

La región de La Araucanía es una de las dieciséis regiones en que se divide Chile. Su capital es la ciudad de Temuco. Es la puerta de entrada a la zona Sur del país. Limita al noroeste y norte con la región del Biobío, al este con la provincia del Neuquén en Argentina, al sur con la región de Los Ríos y al oeste con el océano Pacífico. Cuenta con una superficie de 31 858 km² y una población de 1 046 322 habs. según la proyección del INE del año 2014, siendo la novena región con la mayor extensión regional en Chile y la quinta más poblada, por detrás de las regiones Metropolitana de Santiago, de Valparaíso, del Biobío y del Maule.
La región está compuesta por las provincias de Cautín y Malleco. Su principal centro urbano es el Gran Temuco con 410 599 habitantes, seguido de Villarrica con 55 478 habitantes y Angol con 53 262 habitantes.

## Toponimia
La Araucanía hace referencia al «lugar que habitan los araucanos», nombre con el que los españoles designaban a los mapuche. A su vez, la voz «araucano» es el gentilicio de la palabra «Arauco», antiguo topónimo utilizado por los españoles para referirse ambiguamente al sur de Chile y más en específico a la zona controlada por los mapuches (No debe confundirse con la actual comuna de Arauco, de dimensión mucho más acotada). La principal hipótesis es que el gentilicio "araucano" proviene del quechua "aw'ka", que significa rebelde o feroz, derivado del antiguo contacto del pueblo mapuche con el inca.

## Símbolos

### Bandera

Escudo regional

La región no posee una bandera oficial. Sin embargo, suele utilizarse como bandera regional el estandarte usado por el intendente, que consiste en un campo blanco con el escudo regional en el centro, aunque su estatus no está definido. El escudo está diseñado a base de dos cuarteles rojo y negro, adornados con seis guemiles blancos y un trapelacucha (joya mapuche) del mismo color, rodeados de una guirnalda de copihue y coronados por un monte nevado escoltado de araucarias,
En el último tiempo se ha popularizado el uso del Wenufoye o Bandera Mapuche en la región, tanto así que es utilizado de forma oficial en decenas de municipios de la región e incluso en la intendencia y gobernaciones.

## Historia

### Pleistoceno o época glacial final (periodo Paleoíndio)
El comienzo de la historia del poblamiento humano en esta región se remonta a alrededor de 11 000 años antes de la era cristiana en época glacial final (Periodo paleoíndio).
Ella estuvo relacionada al término de la glaciación wisconsiense. Los primeros pobladores de estos lugares australes estaban organizados en grupos familiares (bandas) de cazadores y recolectores (as) que practicaban la movilidad residencial y que fueron exitosos en la colonización de los distintos ecosistemas americanos, llegando al actual sur de Chile hace al menos 13000 años donde comenzaron a aprender a habitar el bosque siempreverde del valle y practicaron excursiones esporádicas a la costa del Pacífico. Estos eventos son el comienzo de la Historia de la Araucanía.

### Periodo arcaico
Durante este período se produjeron cambios profundos en las sociedades que poblaron esta zona centro sur, las que poseían mayor experiencia en organización social y en tecnologías especializadas para la recolección y la caza, producto de un conocimiento más íntimo y la expresión de conductas seguramente flexibles para su establecimiento en distintos ecosistemas producto del cambio ambiental global que se había producido en los milenios anteriores. Hace 4800 años empezaron a llegar pueblos recolectores dejando varios sitios arqueológicos en la zona, en Quillén, Quino, Isla Mocha, y Península de Pucón. Estos grupos traían técnicas acabadas de caza, sin embargo las técnicas de recolección las adoptaron de grupos previos, del paleoíndio. No se han encontrado restos arqueológicos de Paleoíndio pero se sabe que estaban ya que hay restos más al sur, en Monte Verde (11 000 a. C.). Bajo estos restos se encontraron otros de al menos del periodo 31 000 a. C.
Los sitios arqueológicos en la región corresponden a los llamados aleros que son lugares altos en donde se dominan los sitios de acceso y las fuentes de agua, y permitían esbozar tácticas de caza y defensa. En ellos, se encontraban puntas de flecha y otros instrumentos líticos. Los aleros están generalmente en rocas o cuevas basálticas, las que además proporcionaban la materia prima para hacer sus herramientas líticas.
Dentro de los artículos líticos se encontraban cuchillos, raspadores y puntas de proyectil. Los aleros dominaban zonas de bosque en los cuales los habitantes de la zona recolectaban frutos y plantas y cazaban.
En este periodo ya había reconocimiento y conocimiento de territorio. Esto se infiere porque usaban distintas puntas de proyectil en el valle o en la costa.
Durante el verano, se movían a sectores altos de la cordillera de los Andes para aprovisionarse del piñón, el fruto del pehuén, recolectar obsidiana y riolita desde sectores cercanos a volcanes para hacer sus instrumentos, y cazar a la fauna que subía en busca de dehesas verdes. Esta actividad, la veranada, se efectúa en la zona hasta la actualidad.
El periodo arcaico duró desde el 8000 a. C. hasta el 700 a. C., aproximadamente.

### Periodo agroalfarero temprano
El período agroalfarero temprano es un período arqueológico usado para la clasificación de culturas arqueológicas de los pueblos originarios del norte argentino y norte y centro de Chile. Se desarrolla entre el 500 a. C. y el año 650 de nuestra era.

#### Complejo Pitrén
La cultura Pitrén es un complejo cultural agroalfarero temprano de Chile. Las comunidades comprendidas bajo esta denominación, se ubicaron entre el río Bío Bío y el lago Llanquihue, ubicado en la Región de los Lagos. Ya hacia el año 600, estos grupos iniciaron el cultivo del maíz y de la papa, mediante el despeje de espacios entre los bosques, sin abandonar sus prácticas de caza y recolección.
La cerámica, elemento particular que ha caracterizado a estas comunidades, es la más antigua de la zona. En ella se encuentra el ketrumetawe, jarro con forma de ave, símbolo de la mujer casada; además de otra diversidad de jarros de estructuras globulares, con cuello cilíndrico y recto, con asa en el cuello o con asa recta que termina en una figura de animal, tales como patos, ranas o sapos en el extremo. La cerámica de Pitrén denota en un evidente contacto con las culturas de El Molle y Llolleo. Decoraban las piezas con un procedimiento denominado "pintura negativa".
Los estudiosos parecen coincidir en que Pitrén constituye la primera expresión agroalfarera en el sur de Chile.

#### Complejo Tirúa
Es muy probable que el complejo Tirúa haya tenido sus raíces en el complejo diaguita de más al norte, o en el estilo Aconcagua del valle central, los tipos alfareros de El Vergel, Tirúa y Valdivia están vinculados entre sí, como también con el complejo Aconcagua, compartiendo tradiciones comunes, dado que muchos elementos simbólicos propios de su gráfica, como también la forma de los objetos en los cuales se instala dicha gráfica, tienden a ser los mismos, como se puede apreciar al comparar los objetos que se conservan en museos y colecciones privadas.
El mayor problema lo constituye el llamado tipo Tirúa, debido a que, al describirlo, Latcham no entregó fotografías de las piezas sino solo algunos dibujos no muy bien logrados, reproducidos en su libro La alfarería indígena chilena y cuya descripción en dicho texto parece insuficiente. Además, las piezas no son conocidas en las colecciones y museos chilenos, como tampoco en colecciones argentinas donde pudiesen haber sido llevadas, por lo que el problema subsiste.

### Periodo mapuche
La cultura mapuche surge de estas culturas anteriores, representada entonces en sus antepasados Pitrén y El Vergel. Al paso del tiempo, en cientos de años se fueron expandiendo esos rasgos culturales y homogeneizándose, hasta llegar al año mil de nuestra era a constituir lo que ya puede ser reconocido plenamente como cultura mapuche.
Tras un breve contacto con el Imperio inca que jamás llegó a la zona, sus habitantes fueron llamados promaucaes (hanan runasimi purum auca, 'gente salvaje'). La influencia posterior de los incas tampoco fue pequeña y adoptaron numerosos productos del “enemigo” que no logró ingresar a su territorio.
En 1536, tras los incas, llegaron los españoles llamados huincas por los mapuches (mapudungún we inka, 'nuevo inca').
El contacto definitivo con los españoles se produjo en la batalla de Reinohuelen en 1536. Este pueblo fue conocido por los conquistadores españoles con el nombre genérico de «araucano», usado por primera vez por Alonso de Ercilla en 1589. Arauco, es derivado de la palabra ragko (mapudungún ragko, 'agua gredosa blanca'), sinónimo de Malleco, Malloco o Mallarauco.
Entre ellos se llamaban por gentilicios que aludían a las diferentes localidades de origen (p. ej. purenes), o a puntos cardinales de los que procedían, respecto de los referentes (picunches (pikun, 'Norte'), huilliches (willi, 'Sur')).

### Guerra de Arauco
En estas tierras habitaban más de 180 000 indígenas, compuestos por los pueblos pehuenches y mapuches. Dicho territorio se había mantenido rebelde a partir de la denominada Guerra de Arauco ante el dominio español durante la Conquista de Chile y todo el período colonial de Chile, sin que ningún bando venciera claramente.
Luego de la independencia de Chile, ya en el período republicano, se ordenó la celebración de un parlamento general con los mapuches que habitaban al sur del río Biobío, con la finalidad de acordar el estatuto que regularía las relaciones entre la naciente república y el pueblo mapuche; realizándose así el Parlamento de Tapihue en enero de 1825. Sin embargo posteriormente sucedieron diversos hechos que obligaron al estado chileno a destinar recursos a la zona de la frontera.
Además, durante la Revolución de 1851, el general José María de la Cruz, líder del movimiento golpista, reclutó a varios loncos mapuches y sus clanes para alzarse en armas contra el gobierno, esto lo pudo lograr gracias a la relación de amistad que mantenía el general con los caciques, entre ellos Colipí. Cuando su insurrección fue aplastada por el general Manuel Bulnes, los caciques en vez de rendirse junto a De la Cruz se replegaron a la frontera junto con varios miembros descolgados del antiguo ejército, dedicándose al pillaje y al robo de ganado, por los siguientes 4 años. Esto motivó al gobierno a movilizar al segundo batallón del segundo de línea, hasta enero de 1856.

### Reino de la Araucanía y la Patagonia
Un aventurero francés, llamado Orélie Antoine de Tounens, se dirigió a la zona de la Araucanía, hizo contacto con el lonco Quilapán, al que entusiasmó con su idea de fundar un estado para el pueblo mapuche como forma de resistencia al ejército chileno durante la época final de la Guerra de Arauco y el 17 de noviembre de 1860 fundó el Reino de la Araucanía y se proclamó rey bajo el título de Orélie Antoine I. Durante los días siguientes, Tounens promulgó la constitución del reino y el 20 de noviembre del mismo año declaró la anexión de la Patagonia, estableciendo como límites el río Biobío por el norte, el océano Pacífico por el oeste, el océano Atlántico por el este desde el río Negro hasta el estrecho de Magallanes, límite austral del Reino. El gobierno chileno, bajo el mando del presidente José Joaquín Pérez, ordenó el arresto de Tounens en enero de 1862, siendo trasladado a Los Ángeles donde fue recluido y luego enviado a Europa.

### Ocupación de la Araucanía

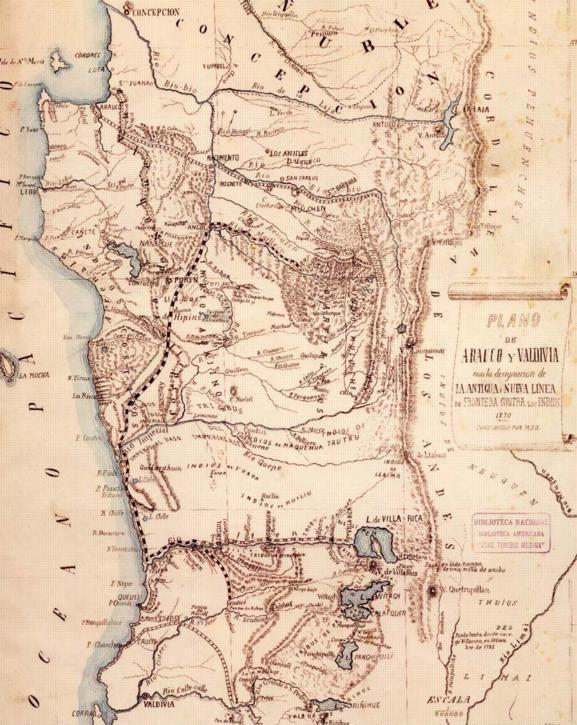
Cambio de la frontera chilena en la ocupación, año 1870.

En 1879 se da el último gran levantamiento mapuche en la actual Región de la Araucanía debido a la migración de fuerzas chilenas al norte por la guerra del Pacífico. El levantamiento fue sofocado por las tropas a cargo de Cornelio Saavedra Rodríguez en 1881, dando fin al proceso que en la historia tradicional chilena se conoce como «Pacificación de la Araucanía».
Esta etapa contempló la ocupación total de la Araucanía y su consolidación. De ese modo, el gobierno chileno llevó finalmente a cabo uno de sus principales proyectos de Estado, anhelado incluso desde la época de los españoles, quienes en el período colonial no lograron instalarse ni explorar la Araucanía.
Los vencidos fueron reubicados en «reducciones», con su respectivo «título de merced», es decir, terrenos comunitarios de extensión reducida para que practicaran sus actividades ganaderas, donde permanecen hasta hoy. En los territorios ocupados se les entregaron tierras a colonos chilenos y europeos, principalmente españoles, alemanes, franceses, italianos, británicos, suizos y del resto de Europa; en total, entre 1882 y 1901, llegaron 36 000 europeos, 24 000 contratados por la agencia de colonización y 12 000 llegaron por sus propios medios, como parte del proceso llamado colonización europea de la Araucanía. A estos 36.000 europeos se deben sumar a los 100.000 Chilenos de origen hispánico (criollos) y mestizos, que llegaron en esta primera etapa, fenómeno de inmigración interna, que sumada a la europea, explicaría la actual composición étnica de la región, donde la etnia indígena mapuche, es minoritaria en términos absolutos, siendo el mestizaje un fenómeno común.

### Época actual

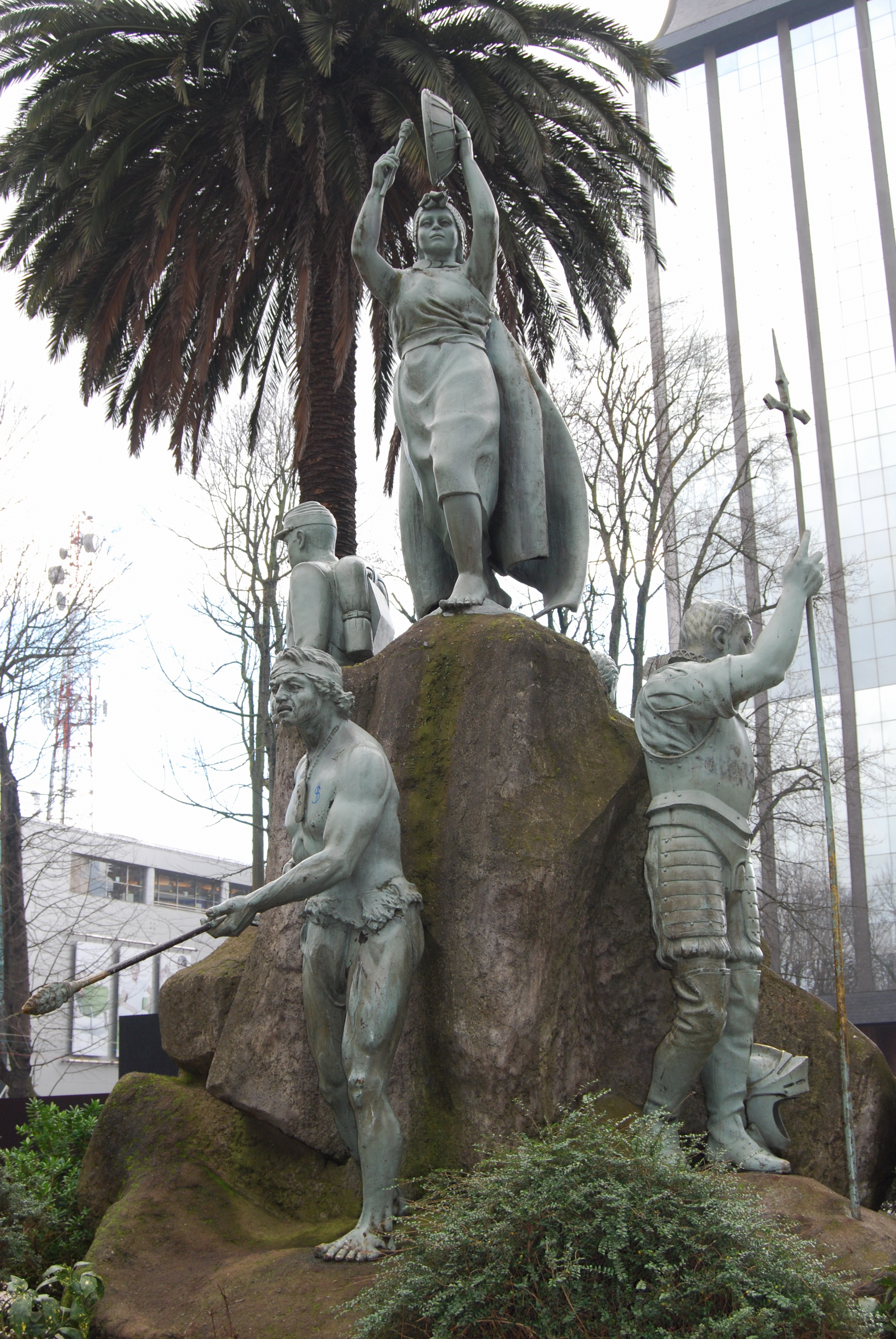
Monumento a la Araucanía, Temuco.

La región de muy rica en recursos naturales, servicios, explotación forestal, ganadera, agrícola y con un gran auge en el turismo internacional, debido a sus bellezas naturales (volcanes, bosques milenarios, centros de esquí, lagos, ríos, pesca, centros termales, montañas, etc). A pesar de las riquezas es una de las regiones más pobres del país con altos índices de pobreza y desigualdad socioeconómica.

#### Violencia
En la Historia de la Región de la Araucanía se viven constantemente conflictos entre mapuches y empresas forestales, agrícolas y fuerzas policiales por causa de los eventos históricos donde muchas tierras mapuches fueron expropiadas ilegalmente y posteriormente vendidas a privados y empresas. Hoy hay muchos programas en marcha en la Región de la Corporación Nacional de Desarrollo Indígena para tratar de resolver muchos de los conflictos de tierra e incentivar a comunidades mapuches para mejorar las condiciones económicas. A pesar de los enormes recursos destinados a compra de tierras, maquinarias y equipos no ha significado una mejoría en las condiciones de vida de los beneficiados pero si un enorme perjuicio a la economía regional.

## Gobierno y administración

### División político-administrativa
La región de la Araucanía, que tiene por capital a la ciudad de Temuco, para efectos del gobierno y administración interior, se divide en dos provincias:
- Provincia de Cautín, capital Temuco.
- Provincia de Malleco, capital Angol.

Mientras que estas dos provincias se subdividen en 32 comunas ―Carahue, Cholchol, Cunco, Curarrehue, Freire, Galvarino, Gorbea, Lautaro, Loncoche, Melipeuco, Nueva Imperial, Padre Las Casas, Perquenco, Pitrufquén, Pucón, Saavedra, Temuco, Teodoro Schmidt, Toltén, Vilcún, Villarrica, Angol, Collipulli, Curacautín, Ercilla, Lonquimay, Los Sauces, Lumaco, Purén, Renaico, Traiguén y Victoria―.
| \| Provincia \| Capital \| Comuna \| \| -------------------- \| ------- \| --------------- \| \| Provincia de Cautín \| Temuco \| \| \| Provincia de Cautín \| Temuco \| Carahue \| \| Provincia de Cautín \| Temuco \| Cholchol \| \| Provincia de Cautín \| Temuco \| Cunco \| \| Provincia de Cautín \| Temuco \| Curarrehue \| \| Provincia de Cautín \| Temuco \| Freire \| \| Provincia de Cautín \| Temuco \| Galvarino \| \| Provincia de Cautín \| Temuco \| Gorbea \| \| Provincia de Cautín \| Temuco \| Lautaro \| \| Provincia de Cautín \| Temuco \| Loncoche \| \| Provincia de Cautín \| Temuco \| Melipeuco \| \| Provincia de Cautín \| Temuco \| Nueva Imperial \| \| Provincia de Cautín \| Temuco \| Padre Las Casas \| \| Provincia de Cautín \| Temuco \| Perquenco \| \| Provincia de Cautín \| Temuco \| Pitrufquén \| \| Provincia de Cautín \| Temuco \| Pucón \| \| Provincia de Cautín \| Temuco \| Puerto Saavedra \| \| Provincia de Cautín \| Temuco \| Temuco \| \| Provincia de Cautín \| Temuco \| Teodoro Schmidt \| \| Provincia de Cautín \| Temuco \| Toltén \| \| Provincia de Cautín \| Temuco \| Vilcún \| \| Provincia de Cautín \| Temuco \| Villarrica \| \| Provincia de Malleco \| Angol \| \| \| Provincia de Malleco \| Angol \| Angol \| \| Provincia de Malleco \| Angol \| Collipulli \| \| Provincia de Malleco \| Angol \| Curacautín \| \| Provincia de Malleco \| Angol \| Ercilla \| \| Provincia de Malleco \| Angol \| Lonquimay \| \| Provincia de Malleco \| Angol \| Los Sauces \| \| Provincia de Malleco \| Angol \| Lumaco \| \| Provincia de Malleco \| Angol \| Purén \| \| Provincia de Malleco \| Angol \| Renaico \| \| Provincia de Malleco \| Angol \| Traiguén \| \| Provincia de Malleco \| Angol \| Victoria \| | Carahue Cholchol Cunco Curarrehue Freire Galvarino Gorbea Lautaro Loncoche Melipeuco Nueva Imperial Padre Las Casas Perquenco Pitrufquén Pucón Saavedra Temuco Teodoro Schmidt Toltén Vilcún Villarrica Angol Collipulli Curacautín Ercilla Lonquimay Los Sauces Lumaco Purén Renaico Traiguén Victoria |                 |
| Provincia | Capital | Comuna          |
| Provincia de Cautín | Temuco |                 |
| Provincia de Cautín | Temuco | Carahue         |
| Provincia de Cautín | Temuco | Cholchol        |
| Provincia de Cautín | Temuco | Cunco           |
| Provincia de Cautín | Temuco | Curarrehue      |
| Provincia de Cautín | Temuco | Freire          |
| Provincia de Cautín | Temuco | Galvarino       |
| Provincia de Cautín | Temuco | Gorbea          |
| Provincia de Cautín | Temuco | Lautaro         |
| Provincia de Cautín | Temuco | Loncoche        |
| Provincia de Cautín | Temuco | Melipeuco       |
| Provincia de Cautín | Temuco | Nueva Imperial  |
| Provincia de Cautín | Temuco | Padre Las Casas |
| Provincia de Cautín | Temuco | Perquenco       |
| Provincia de Cautín | Temuco | Pitrufquén      |
| Provincia de Cautín | Temuco | Pucón           |
| Provincia de Cautín | Temuco | Puerto Saavedra |
| Provincia de Cautín | Temuco | Temuco          |
| Provincia de Cautín | Temuco | Teodoro Schmidt |
| Provincia de Cautín | Temuco | Toltén          |
| Provincia de Cautín | Temuco | Vilcún          |
| Provincia de Cautín | Temuco | Villarrica      |
| Provincia de Malleco | Angol |                 |
| Provincia de Malleco | Angol | Angol           |
| Provincia de Malleco | Angol | Collipulli      |
| Provincia de Malleco | Angol | Curacautín      |
| Provincia de Malleco | Angol | Ercilla         |
| Provincia de Malleco | Angol | Lonquimay       |
| Provincia de Malleco | Angol | Los Sauces      |
| Provincia de Malleco | Angol | Lumaco          |
| Provincia de Malleco | Angol | Purén           |
| Provincia de Malleco | Angol | Renaico         |
| Provincia de Malleco | Angol | Traiguén        |
| Provincia de Malleco | Angol | Victoria        |

### Autoridades

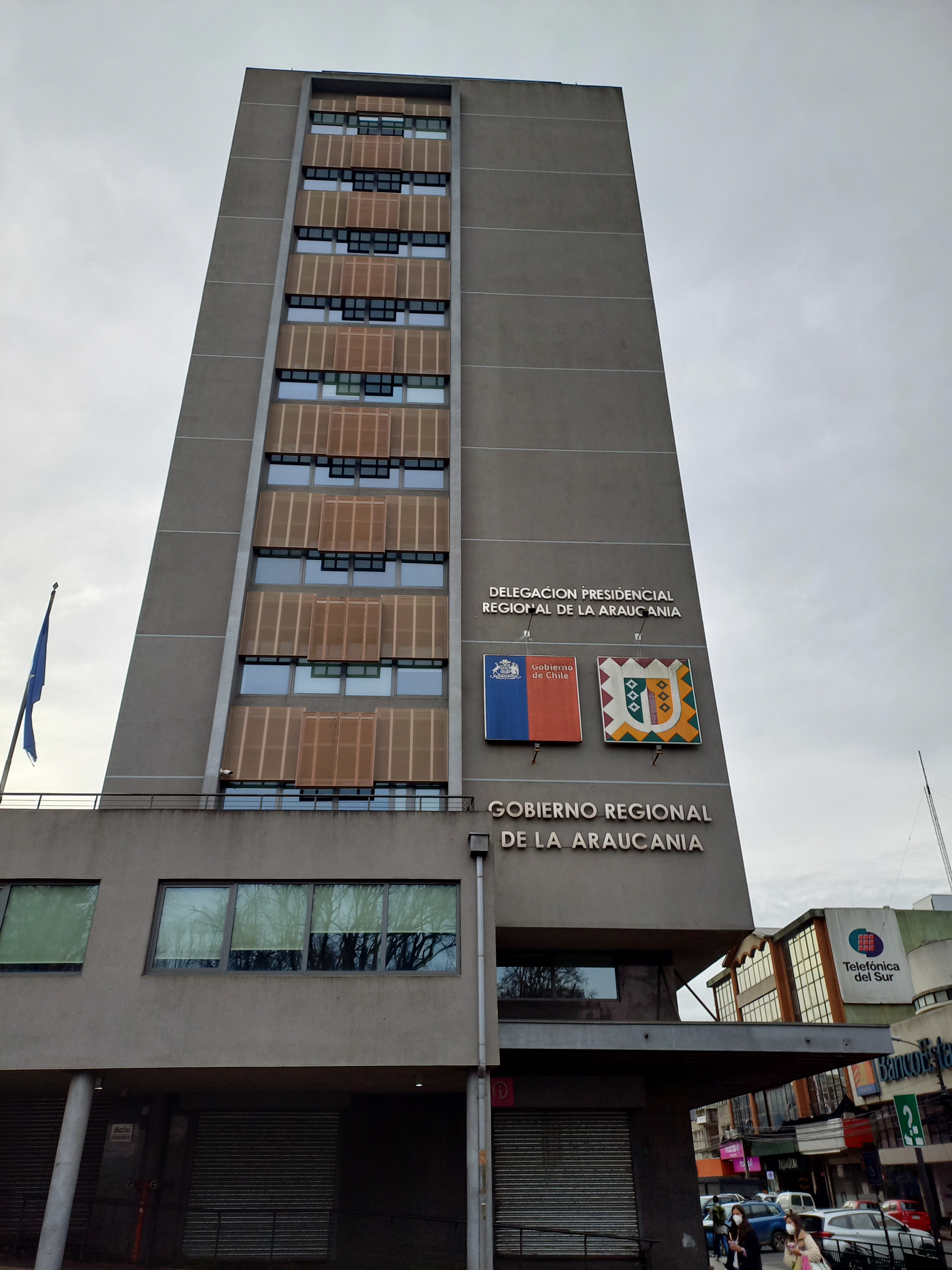
Edificio del Gobierno Regional de la Araucanía.

La administración de la región del poder ejecutivo radica en el Gobierno Regional de la Araucanía, constituido por el Gobernador de la Araucanía y por el Consejo Regional, además de contar con la presencia del Delegado Presidencial regional de la Araucanía y el Delegado Presidencial Provincial de Malleco, representantes del gobierno central del país.
Para los efectos de la administración local, las provincias están divididas a su vez en 32 comunas ―Carahue, Cholchol, Cunco, Curarrehue, Freire, Galvarino, Gorbea, Lautaro, Loncoche, Melipeuco, Nueva Imperial, Padre Las Casas, Perquenco, Pitrufquén, Pucón, Saavedra, Temuco, Teodoro Schmidt, Toltén, Vilcún, Villarrica, Angol, Collipulli, Curacautín, Ercilla, Lonquimay, Los Sauces, Lumaco, Purén, Renaico, Traiguén y Victoria― en total regidas por su respectiva municipalidad.
El poder legislativo se encuentra representado y dividido territorialmente a través de la 11.º circunscripción del Senado de Chile constituido por cinco senadores y por el 22.º distrito electoral de la Cámara de Diputados -compuesto por cuatro diputados- y el 23.º distrito electoral de la Cámara de Diputados -compuesto por siete diputados-, los cuales representan a los ciudadanos de la región.

#### Gobernador Regional
- René Saffirio Espinoza (Ind.)

#### Delegado Presidencial Regional
- Domingo Abdala Abarzúa (PPD)

#### Delegado Presidencial Provincial
- Malleco: Leopoldo Rosales Neira (PS)

#### Alcaldes
| Comuna     | Alcalde                        | Partido  | Comuna          | Alcalde                    | Partido |
| ---------- | ------------------------------ | -------- | --------------- | -------------------------- | ------- |
| Angol      | Enrique Neira Neira            | Ind-RN   | Melipeuco       | Alejandro Cuminao Barros   | Ind-PPD |
| Carahue    | Helmut Martínez Llancapán      | Ind.     | Nueva Imperial  | Cesar Sepulveda Huerta     | PDC     |
| Collipulli | Manuel Macaya Ramírez          | RN       | Padre Las Casas | Mario González Rebolledo   | Ind.    |
| Cunco      | Cristián Moraga Lagos          | Ind.     | Perquenco       | Alejandro Sepulveda Tapia  | PPD     |
| Curacautín | Hugo Vidal Medino              | Ind.     | Pitrufquén      | Jacqueline Romero Inzunza  | RN      |
| Curarrehue | Daniel Parra Calabrano         | Ind.     | Pucón           | Sebastián Álvarez Ramírez  | EVOP    |
| Cholchol   | Álvaro Labraña Opazo           | Ind-UDI  | Puerto Saavedra | Ricardo Tripainao Calfulaf | Ind.    |
| Ercilla    | Luis Orellana Rocha            | Ind.     | Purén           | Fran Barbieri Fernández    | EVOP    |
| Freire     | José Colihuil Binimelis        | Ind.     | Renaico         | Claudio Musre Contreras    | Ind-RN  |
| Galvarino  | Hans González Espinoza         | RN       | Temuco          | Roberto Neira Aburto       | Ind-PPD |
| Gorbea     | Andrés Romero Martínez         | PDC      | Teodoro Schmidt | Baldomero Santos Vidal     | UDI     |
| Lautaro    | Ricardo Jaramillo Galindo      | RN       | Toltén          | Guillermo Martínez Soto    | UDI     |
| Loncoche   | Alexis Pineda Ruiz             | Ind-PPD  | Traiguén        | Luis Álvarez Valenzuela    | Ind-UDI |
| Lonquimay  | Eduardo Yáñez Rivas            | Ind-EVOP | Victoria        | Javier Jaramillo Soto      | Ind.    |
| Los Sauces | Víctor Hugo González Rodríguez | Ind.     | Vilcún          | Katherinne Migueles Muñoz  | RN      |
| Lumaco     | Richard Leonelli Contreras     | Ind-RN   | Villarrica      | Pablo Astete Mermoud       | Ind.    |

#### Parlamentarios

##### Senadores
| Circunscripción | Senadores | Partido                |
| --------------- | --- | ---------------------- |
| 11              | Jaime Quintana Leal Francisco Huenchumilla Jaramillo José García Ruminot Felipe Kast Sommerhoff Carmen Gloria Aravena Acuña | PPD PDC RN EVOP Ind-RN |

##### Diputados
| Distrito | Diputados                                                                                             | Partido    | Distrito | Diputados | Partido                         |
| -------- | --- | ---------- | -------- | --- | ------------------------------- |
| 22       | Jorge Rathgeb Schifferli Juan Carlos Beltrán Silva Gloria Naveillán Arriagada Jorge Saffirio Espinoza | RN PNL DEM | 23       | Henry Leal Bizama Miguel Becker Alvear Mauricio Ojeda Rebolledo Miguel Mellado Suazo Stephan Schubert Rubio Ericka Ñanco Vásquez Andrés Jouannet Valderrama | UDI RN Ind. RN Ind-PRCh FA AxCh |

#### Secretarías regionales ministeriales
| Secretarías Regionales Ministeriales de La Araucanía | Secretarías Regionales Ministeriales de La Araucanía | Secretarías Regionales Ministeriales de La Araucanía | Secretarías Regionales Ministeriales de La Araucanía |
| Secretaría Regional                                  | Titular                                              | Partido                                              |                                                      |
| ---------------------------------------------------- | ---------------------------------------------------- | ---------------------------------------------------- | ---------------------------------------------------- |
| Hacienda                                             | Ronald Kliebs Yáñez                                  | PS                                                   |                                                      |
| Seguridad Pública                                    | Israel Campusano Lobos                               |                                                      |                                                      |
| Gobierno                                             | Verónica López-Videla                                | FA                                                   |                                                      |
| Economía, Fomento y Turismo                          | Nelson Curiñir Venegas                               | FRVS                                                 |                                                      |
| Desarrollo Social y Familia                          | Mariela Huillipan Peña                               | PPD                                                  |                                                      |
| Educación                                            | Marcela Castro Armijo                                | PCCh                                                 |                                                      |
| Justicia y Derechos Humanos                          | Doris Tello Arriagada                                | Ind.                                                 |                                                      |
| Trabajo y Previsión Social                           | Claudia Tapia de la Peña                             | PS                                                   |                                                      |
| Obras Públicas                                       | Patricio Poza Barrera                                | PPD                                                  |                                                      |
| Salud                                                | Ricardo Cuyul Soto                                   | Ind.                                                 |                                                      |
| Vivienda y Urbanismo                                 | Ximena Sepúlveda Varas                               | Ind.                                                 |                                                      |
| Bienes Nacionales                                    | Ámbar Castro Martínez                                | FA                                                   |                                                      |
| Agricultura                                          | Héctor Cumilaf Huentemil                             | Ind.                                                 |                                                      |
| Minería                                              | Sin Secretaría Regional                              | Sin Secretaría Regional                              |                                                      |
| Transporte y Telecomunicaciones                      | Mary Valdebenito Tapia                               | Ind.                                                 |                                                      |
| Energía                                              | Camilo Villagran Barrera                             | FA                                                   |                                                      |
| Medio Ambiente                                       | Félix Contreras Contreras                            | Ind.                                                 |                                                      |
| Deporte                                              | Marcela Véjar Retamal                                | FA                                                   |                                                      |
| Mujer y Equidad de Género                            | Sol Kaechele Mellado                                 | PCCh                                                 |                                                      |
| Culturas, las Artes y el Patrimonio                  | Eric Iturriaga Gutiérrez                             | Ind.                                                 |                                                      |

## Demografía
La ciudad de Temuco es, junto con Iquique, una de las ciudades de crecimiento más explosivo a nivel nacional. Según el censo del año 1970, en Temuco vivían cerca de 88 000 habitantes; esta población, en 30 años se cuasi triplicó hasta bordear los 250 000 habitantes. En la actualidad, la ciudad de Temuco y la comuna de Padre Las Casas forman la llamada área metropolitana de Temuco, que según las estimaciones del Ministerio de Vivienda y Urbanismo de Chile, contaba con 460 824 habitantes para el año 2016, siendo el sexto centro urbano más grande de Chile.
La turística ciudad lacustre de Villarrica también ha vivido este fenómeno demográfico al transformarse, junto al balneario de Pucón, en uno de los 4 destinos turísticos de Chile debido a sus grandes páramos naturales rodeados por bosques cordilleranos, lagos de aguas claras e inmensos volcanes andinos.
La inmigración nacional actual es proveniente de la zona central de Chile y un 23,46 % de la población de la Región de La Araucanía afirmó aún pertenecer a una etnia originaria/indígena, principalmente mapuche; sin embargo las personas de origen indígena que se han asimilado sería mucho mayor.

### Etnografía
La región tiene una población diversa donde la sociedad originaria mapuche alcanza alrededor de 314 000 personas, siendo así aproximadamente el 33% del total de la población regional (18% de la comunidad mapuche a nivel nacional) según el censo de 2017, siendo la población mayoritaria los mestizos (de rasgos blancos e indígenas), además de los blancos de origen español o criollo chileno, seguido de descendientes de inmigrantes suizos, franceses, alemanes e italianos, incluso destaca una pequeña comunidad neerlandesa llegados a la región a partir de 1883, gracias a una política de colonización del Estado durante la Incorporación de la Araucanía. Desde el momento en que este territorio es incorporado comenzó un proceso de mestizaje entre las distintas etnias que lo habitan, tanto entre los chilenos de la zona, y los que llegaron de otras zonas del país, como los migrantes extranjeros. Existen comunidades diferenciadas en la región producto del conflicto mapuche, principalmente entre los descendientes de colonos extranjeros y la población indígena, siendo esta última perseguida y criminalizada por el estado chileno. La Araucanía es también una región con una gran cantidad de población bilingüe en Chile, donde hay cerca de 75.000 hablantes de mapudungún, los que además manejan el castellano. El castellano es la lengua de facto de la región y la más hablada, sin embargo la lengua mapuche se encuentra oficializada en algunas comunas de la región y en proyección para ser lengua cooficial en la región.
Los habitantes de etnia mapuche de esta región representan el 18% del total de la población mapuche a nivel nacional, muchos de ellos son mestizos con parte de su origen compartido con los hispano-chilenos o incluso otros pueblos europeos, pero predominando la ascendencia étnica mapuche, siendo la segunda región con más miembros netos de este pueblo (tras la Región Metropolitana, que reúne al 37% del total de la población mapuche o mapuche-mestiza a nivel nacional).

### Lenguas
La lengua más hablada es el español y es el idioma oficial de facto, como en todo Chile; además, parte de la población mapuche habla mapudungún y existen colectividades de descendientes de inmigrantes que utilizan idiomas como el alemán o el italiano en forma minoritaria. El mapudungun es lengua oficial en las comunas de Galvarino y Padre Las Casas y el año 2015 el Consejo Regional aprobó su cooficialidad en toda la región, pero no se ha implementado el modo en que se hará efectiva esta medida.

## Geografía y clima

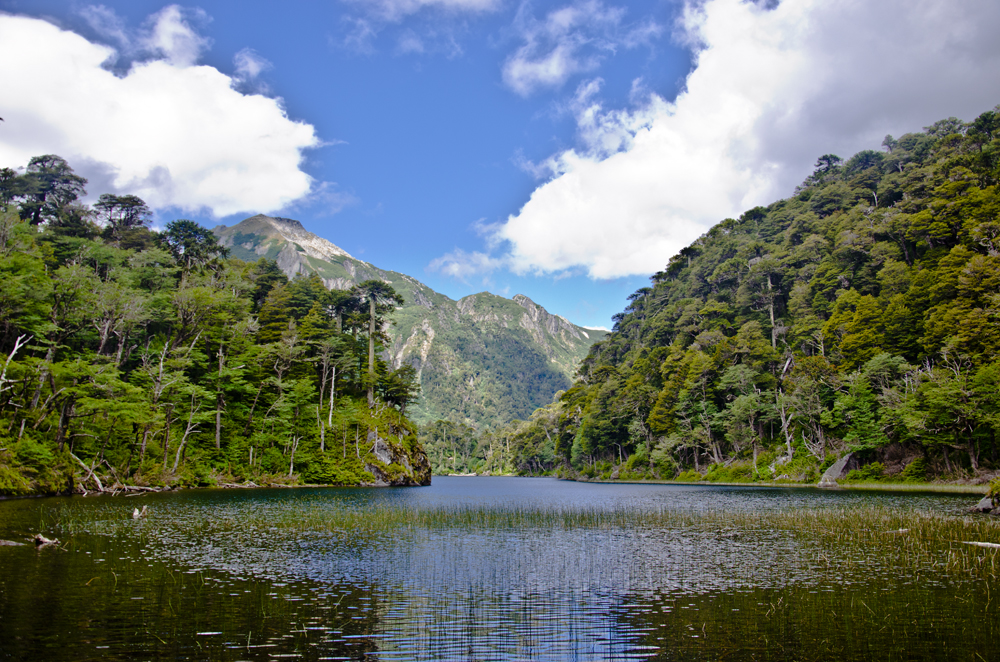
Laguna Toro, en el parque nacional Huerquehue.

Se encuentra ubicada entre las regiones del Biobío y de Los Ríos y entre Argentina y el océano Pacífico. Su relieve se caracteriza por la presencia, de oeste a este, de planicies costeras, la cordillera de la Costa, la depresión intermedia, la precordillera y la cordillera de los Andes.
El clima de la región se caracteriza por la transición, de norte a sur, entre los climas de tipo mediterráneo y oceánico lluvioso. Siendo posible observar los siguientes tipos de clima:
- Templado cálido con estación seca corta
- Templado cálido lluvioso con influencia mediterránea
- Templado frío lluvioso con influencia mediterránea
- De hielo de altura.[20]

La configuración hidrográfica de la región se caracteriza por la presencia de tres grandes ríos que corren de este a oeste: la  cuenca del río Imperial, la cuenca del río Toltén y la cuenca del río Biobío. Esta última se extiende en dirección noroeste, desembocando en la Región del Biobío. Los principales afluentes del río Imperial son el Cautín, el Chol Chol y el Quepe, y los del río Toltén son el Allipen y el lago Villarrica. Además presenta algunas cuencas costeras: cuencas costeras e islas entre río Paicaví y límite regional, y las del río Moncul y río Queule. La región cuenta con una serie de lagos, entre los que destacan el Villarrica, el Caburga, el Budi y el Collico.
Dos de los volcanes más activos del país y de Sudamérica se encuentran en esta región: el Llaima y el Villarrica.

## Salud
La región se halla dividida en los Servicios de Salud Araucanía Norte y Araucanía Sur, el primero administra a los 7 hospitales de la provincia de Malleco y el segundo a los 17 centros hospitalarios de Cautín.
Los hospitales más importantes de la región son el Regional Hernán Henríquez Aravena de Temuco, el Mauricio Heyermann de Angol, el San José de Victoria, Intercultural de Nueva Imperial y el Complejo Asistencial Padre Las Casas.

## Educación

### Educación Superior
Diversos centros universitarios, institutos profesionales y centros de formación técnica se encuentran en distintas ciudades de La Araucanía. Tienen presencia en la región:

#### Universidades tradicionales
- Universidad Católica de Temuco (UCT): Temuco y Lautaro (Campus Pillanlelbún).
- Universidad de La Frontera (UFRO): Temuco, Angol y Pucón.
- Universidad Arturo Prat (UNAP): Victoria.
- Pontificia Universidad Católica de Chile (PUC): Villarrica.

#### Universidades privadas
- Universidad Autónoma de Chile (UA): Temuco.
- Universidad Mayor (U.Mayor): Temuco.
- Universidad Santo Tomás (UST): Temuco.
- Universidad de Aconcagua (UAC): Temuco.
- Universidad Tecnológica de Chile (Inacap): Temuco.

#### Centros de formación técnica
- C.F.T. Teodoro Wickel Klüwen: Temuco
- C.F.T. Estatal de La Araucanía: Lautaro
- C.F.T. Santo Tomás: Temuco
- C.F.T. Canon: Villarrica, Pucón, Vilcún, Cunco y Loncoche.
- C.F.T. INACAP: Temuco
- AIEP: Temuco

## Economía
La principal actividad económica de la región es la agricultura destacando los cultivos de plantas como avena, cebada, y centeno además de lupino y la papa. Estos cultivos, con excepción de la papa, representan las mayores superficies cultivadas del país. Estos mismos productos han sido históricamente el motor económico regional por lo menos desde la incorporación de la región al territorio chileno. Cabe destacar el incremento de producción de berries, por ejemplo frambuesas y arándanos de exportación, cultivados principalmente en la zona de Gorbea. Además, es destacable la producción ganadera, especialmente en el rubro bovino, el cual la convierte en la segunda región de mayor producción en Chile ascendiendo a más de 700 000 cabezas de ganado anuales. En los últimos años, ha experimentado un considerable crecimiento la actividad forestal, de pinos y eucaliptos, principalmente en la provincia de Malleco.
Además, la región posee un gran potencial turístico debido a la belleza de su paisaje —conformado por bosques, lagos, ríos, volcanes y montañas—, y cuenta con una amplia oferta de servicios de hoteles y complejos turísticos.
En 2018, la cantidad de empresas registradas en la región de la Araucanía fue de 20.410. El Índice de Complejidad Económica (ECI) en el mismo año fue de 0,21, mientras que las actividades económicas con mayor índice de Ventaja Comparativa Revelada (RCA) fueron Fabricación de Carbón Vegetal y Briquetas (43,86), Establecimientos de Enseñanza Primaria y Secundaria para Adultos (30,57) y Venta al por Mayor de Combustibles Sólidos (13,71).

## Relaciones internacionales
La Región de La Araucanía es sede de una serie de instituciones de relaciones internacionales, tales como la Unidad Regional de Asuntos Internacionales (URAI) del Gobierno Regional de La Araucanía en Temuco, encargada del análisis y gestión de las relaciones bilaterales y multilaterales de la región con América Latina y el resto del mundo, la Unidad Regional de Promoción y Atracción de Inversiones (Invest Araucanía), la Comisión de Planificación, Descentralización y Relaciones Internacionales del Consejo Regional de La Araucanía, la oficina regional en Temuco del Servicio Nacional de Migraciones, la oficina regional en Temuco de la Dirección General de Promoción de Exportaciones (ProChile), el Departamento de Migraciones y Policía Internacional de la Policía de Investigaciones en Temuco, y las siguientes Oficinas Migrante en los municipios de la región:
- Oficina Migrante de la Municipalidad de Angol.
- Oficina Migrante de la Municipalidad de Collipulli.
- Oficina Migrante de la Municipalidad de Galarino.
- Oficina Migrante de la Municipalidad de Temuco.
- Oficina Migrante de la Municipalidad de Pucón.

En materia de internacionalización en educación superior, los principales actores dentro de la Región de La Araucanía son la iniciativa Temuco UniverCiudad, la Dirección de Internacionalización e Instituto Confucio de la Universidad de La Frontera, y la Dirección de Relaciones Internacionales de la Universidad Católica de Temuco.

### Consulados en Temuco
Dado al importante número de descendientes de inmigrantes europeos, se han instalado diversos consulados honorarios para atender diversas problemáticas de la población de Temuco y la Región de La Araucanía. Sus principales funciones son la de facilitar algunos trámites asociados a las nacionalización y visas. Trabajan en forma voluntaria para permitir un servicio más cercano a quienes requieran de sus trámites. Cabe recordar que Temuco es la tercera ciudad con mayor número de consulados en Chile, solamente superada por Santiago y Concepción.

#### Por importancia histórica e inmigratoria
- Alemania: Honorarkonsul der Bundesrepublik Deutschland (cónsul honorario: Carl Friedrich Fingerhuth Vorwerk);
- Austria: Consulado Honorario de Austria, perteneciente a la circunscripción consular de Valdivia (cónsul honorario: Dr. Marcos Iampaglia);
- España: Consulado Honorario de España (cónsul honorario: Antonio Gomá Segú);
- Francia: Consulat Honoraire de la République Française (cónsul honorario: Carl Friedrich Fingerhuth Vorwerk);
- Italia: Consulado Honorario de la República Italiana (cónsul honorario: Italo Capurro Vattuone);
- Suiza: Consulado Honorario Helvético de la Araucanía (cónsul honorario: Marianne Fiala Beutler);
- Países Bajos: Consulado Honorario de los Países Bajos (cónsul honorario: Germán Nicklas Wickel);
- Israel: Consulado Honorario de Israel (cónsul honorario: Mario Alberto Hasson Russo);
- Reino Unido: Consulado Honorario del Reino Unido, perteneciente a la circunscripción consular de Puerto Montt (cónsul honorario: John Kenyon).

#### Otros consulados de América y Oceanía
- Argentina: Consulado Honorario de la República Argentina (cónsul honorario: María Teresa Kralika);
- Brasil: Consulado Honorario de la República Federativa del Brasil (cónsul honorario: Gilka Nese de Castro Cerqueira);
- Costa Rica: Consulado Costarricense de Temuco (cónsul honorario: Humberto Manuel Toro Martínez-Conde);
- Honduras: Consulado Honorario de la República de Honduras (cónsul honorario: José Ulises Valderrama Méndez);
- Nueva Zelanda: Consulado Honorario de Nueva Zelanda;
- Perú: Consulado Honorario de la República del Perú (próximamente).

### Consulados en Villarica
- Alemania: Honorarkonsul der Bundesrepublik Deutschland (cónsul honorario: Andreas Schick von Baer);

## Cultura
En la región coexisten variadas manifestaciones culturales, como consecuencia de los diversos grupos relacionales que poblaron la región, y que se manifiestan en tradiciones, la religión, la arquitectura, gastronomía, proyectos educacionales, en la que se destaca un fuerte componente cultural europeo, sea de origen criollo (hispánico) o de las derivadas de la inmigración europea, y la mapuche como por ejemplo la celebración del We Tripantu (Año Nuevo Mapuche) celebrada durante el solsticio de invierno, actividad en que participan más de 30 comunidades indígenas del sector. Esta fiesta da inicio a un nuevo año para los mapuches, que es celebrado con comidas típicas y rogativas que tienen como propósito pedir que la próxima temporada sea abundante en alimentos y cosechas, y que la naturaleza esté protegida.

### Organizaciones Culturales Comunitarias
En el ámbito cultural comunitario existen más de 30 organizaciones que se preocupan de cultivar y difundir el arte comunitario presente en la región. La mayoría de ellas organizadas en una red de organizaciones llamada ROCCO creada en el año 2012 a partir de un trabajo colaborativo con el Ministerio de las Culturas, las Artes y el Patrimonio, y abarca desde organizaciones medioambientales, socioculturales, artísticas, medios de comunicación comunitarios, mapuches y de activismo político territorial.
La Casa de la Cultura de Traiguén fue fundada el 9 de septiembre de 2005, en calle Lagos 562, Traiguén. Casa de la Cultura es un espacio físico destinado al desarrollo, promoción y visualización de las distintas expresiones culturales de la comuna, región y el país.
Titerike, una reconocida compañía chilena de teatro de títeres es parte integrante de la red de organizaciones culturales y ha llevado a diferentes escenarios del mundo obras que reflejan la identidad cultural de la región de La Araucanía.

### Cine
En la película La Araucana (1971), una adaptación libre del poema homónimo de Alonso de Ercilla y Zúñiga, Araucanía se interpretada por la actriz chilena Rebeca Ghigliotto.